# بخش دوور (شهرستان آتن، اوهایو)
بخش دوور (به انگلیسی: Dover Township) یک منطقهٔ مسکونی در ایالات متحده آمریکا است که در شهرستان آتن، اوهایو واقع شده‌است.
 بخش دوور ۹۴٫۵ کیلومتر مربع مساحت و ۳٬۶۲۶ نفر جمعیت دارد و ۲۰۲ متر بالاتر از سطح دریا واقع شده‌است.